# برنارد دیتس
برنارد دیتس (به آلمانی: Bernard Dietz) بازیکن فوتبال و مدافع اهل آلمان است که از سال ۱۹۷۴ میلادی عضو تیم ملی فوتبال آلمان بوده‌است. وی در ۵۳ بازی ملی حضور داشته است و آخرین بازی ملی خود را در سال ۱۹۸۱ میلادی انجام داد. برنارد دیتس در بازی‌های ملی‌اش گلی به ثمر نرساند.